# Peter Werner
Peter H. Werner (n. 17 ianuarie 1947, New York City, New York, SUA – d. 21 martie 2023, Wilmington⁠(d), Carolina de Nord, SUA) a fost un regizor de film și televiziune american. Filmul său din 1976, In the Region of Ice, a câștigat Premiul Oscar pentru cel mai bun scurt metraj.

## Biografie
Werner s-a născut într-o familie de evrei americani, în New York, ca unul dintre cei trei copii ai Elizabetei (n. Grumbach) și ai lui Henry Werner. A avut o soră, Patsy Werner Hanson, și un frate, Tom Werner.
În 1977, Werner a câștigat Premiul Oscar pentru cel mai bun scurtmetraj  pentru regia lui In the Region of Ice. De atunci a lucrat în principal ca regizor de televiziune, la filme ca Familia Florei, Doua mame pentru Zachary, Eu sunt Moșul, I Married a Centerfold, Alegerea lui Gracie, Mamă la 16 ani, Tempting Fate sau Premiantul (2008). 
A regizat episoade ale unor serialele de televiziune ca de exemplu Mesaje de dincolo, Mediumul, Lege și ordine: Intenții criminale, A Different World, The Wonder Years, Maddie și David, Pulsul orașului (Boomtown) sau Lege și dreptate. A regizat filmul de televiziune din 2010 Conspirația tăcerii (Bond of Silence).

## Viață personală și deces
Prima soție a lui Werner a fost Marie Ashton; au divorțat ulterior. A doua soție a fost Kedren Jones. Werner a fost tatăl a trei copii: Lillie Werner Singh, Katharine Werner și James Werner. Este fratele mai mare al producătorului de televiziune Tom Werner⁠(d).
Werner a decedat la 21 martie 2023 (76 de ani) din cauza unor complicații cardiace în urma unei rupturi de aortă în Wilmington, Carolina de Nord.

## Filmografie
- In the Region of Ice (scurt, 1976)
- Barn Burning (scurt, 1980)
- Prisoners (1981)
- Don't Cry, It's Only Thunder (1982)
- I Married a Centerfold (1984)
- LBJ: The Early Years (1987)
- Ultima frontieră (1987)
- The Image (1990)
- Hiroshima: Out of the Ashes (1990)
- Ned Blessing: povestea mea (1992)
- Lumi paralele (1992/3)
- Soție de rezerva (1994)
- Cele patru diamante (1995)
- Doua mame pentru Zachary (1996)
- Blue Rodeo (1996)
- On the Edge of Innocence (1997)
- House of Frankenstein (1997)
- Tempting Fate (1998)
- Familia Florei (1998)
- Povestea lui Hugh Hefner (1999)
- Din dragoste pentru Amy (2001)
- Eu sunt Moșul (2001)
- Familia Mulvaney (2002)
- Alegerea lui Gracie (2004)
- Mamă la 16 ani (2005)
- Ruj roșu pentru zile negre (2006)
- Girl, Positive (2007)
- Iubire la viteză maximă (2008)
- Premiantul (2008)
- Un câine pe nume Crăciun (2009)
- Procesul lui Casey Anthony (2013)